# 坭黄竹
坭黄竹（学名：Bambusa ramispinosa）为禾本科簕竹属下的一个种。

## 扩展阅读
- 維基物種上的相關：坭黄竹